# Бренда Філліпс
Бренда Філліпс (18 січня 1958) — зімбабвійська хокеїстка на траві.
Олімпійська чемпіонка 1980 року.